# 甲賀町田堵野
甲賀町田堵野（こうかちょうたどの）は、滋賀県甲賀市にある地名。

## 地理
甲賀市甲賀町のほぼ中央に位置し、東は甲賀町上野、南は甲賀町毛枚・甲賀町滝、西は甲賀町大原市場、北は甲賀町大原中・甲賀町大久保に接する。地域の北側に櫟野川、南側に杣川が流れ、西端で合流する。東西に滋賀県道4号草津伊賀線が通じる。また、JR西日本草津線も県道に沿って通じ、田堵野は甲賀駅と油日駅の中間に位置する。

## 歴史
地名は、平安時代に荘園の田地耕作を請け負い、領主に年貢を納め、公事を務めた有力農民の「田堵」に由来すると思われるが明らかではない。奈良時代の須恵器が確認された田堵野遺跡がある。1184年7月、近江国内で最後の源平合戦である油日合戦が当地で行われた。伊勢・伊賀の平氏を集めた平家継（平田入道）が田堵野から上野に、近江源氏の佐々木秀義が相模の列結野に陣を敷き、櫟野川を挟んで対戦。戦は近江方が勝利したが、佐々木秀義は戦死した。中世は大原荘に属したと考えられる。その後、大原氏が台頭。和田氏が後に領したとされるが明らかではない。戦国時代には下田堵野に大原氏城が築かれ、現在も土塁などの遺構が残る。1585年の甲賀ゆれと水口岡山城築城によりその支配下に入ったと考えられる。

## 世帯数と人口
2019年（令和元年）10月31日現在の世帯数と人口は以下の通りである。
| 町丁         | 世帯数  | 人口  |
| ------------ | ------- | ----- |
| 甲賀町田堵野 | 161世帯 | 455人 |

## 学区
市立小・中学校に通う場合、学区は以下の通りとなる。
| 番・番地等 | 小学校             | 中学校             |
| ---------- | ------------------ | ------------------ |
| 全域       | 甲賀市立油日小学校 | 甲賀市立甲賀中学校 |

## 交通
- 滋賀県道4号草津伊賀線

## 施設
- 田堵野会館
- 長福寺[5] - 甲賀西国観音霊場第七番札所。重要文化財の木造聖観音坐像（10世紀末から11世紀初頭の作）が伝わる。境内に当地出身で槍術家として知られ伏見籠城戦で戦死した梅田治俊と、その子で後に全国の諸藩に広まった本心鏡智流を開き近世槍術の大家となった梅田治忠の碑が立つ[8][9]。
- 大原城跡[10] - 四周に土塁と堀を巡らす典型的な甲賀の館城
- 天理教田堵野分教会[5]

## その他

### 日本郵便
- 郵便番号 : 520-3426[3]（集配局：甲賀郵便局[11]）